# San José Sección Quinta
San José Sección Quinta är en ort i Mexiko.   Den ligger i kommunen Acajete och delstaten Puebla, i den sydöstra delen av landet, 130 km öster om huvudstaden Mexico City. San José Sección Quinta ligger 2 498 meter över havet och antalet invånare är 245.
Terrängen runt San José Sección Quinta är kuperad åt nordost, men åt sydväst är den platt. Terrängen runt San José Sección Quinta sluttar söderut. Runt San José Sección Quinta är det tätbefolkat, med 266 invånare per kvadratkilometer. Närmaste större samhälle är Amozoc de Mota, 14,2 km sydväst om San José Sección Quinta. Trakten runt San José Sección Quinta består till största delen av jordbruksmark.